# Poplar Grove
Poplar Grove é uma vila localizada no estado americano de Illinois, no Condado de Boone.

## Demografia
Segundo o censo americano de 2000, a sua população era de 1368 habitantes.
Em 2006, foi estimada uma população de 3554, um aumento de 2186 (159.8%).

## Geografia
De acordo com o United States Census Bureau tem uma área de
11,6 km², dos quais 11,6 km² cobertos por terra e 0,0 km² cobertos por água.

## Localidades na vizinhança
O diagrama seguinte representa as localidades num raio de 16 km ao redor de Poplar Grove.